# Nicholas Monroe
Nicholas Monroe (ur. 12 kwietnia 1982 w Oklahoma City) – amerykański tenisista, brązowy medalista igrzysk panamerykańskich z Guadalajary (2011) w konkurencji gry podwójnej mężczyzn.

## Kariera tenisowa
Zawodowy tenisista w latach 2002–2022.
Sukcesy odnosił głównie w grze podwójnej, wygrywając w cyklu ATP Tour cztery tytuły z trzynastu rozegranych finałów.
Najwyżej w rankingu ATP singlistów zajmował 253. miejsce (19 września 2011), a w klasyfikacji deblistów 30. pozycję (2 października 2017).

### Finały w turniejach ATP Tour
| Legenda                                      |
| -------------------------------------------- |
| Wielki Szlem                                 |
| Igrzyska olimpijskie                         |
| Tennis Masters Cup / ATP Finals              |
| ATP Masters Series / ATP Tour Masters 1000   |
| ATP International Series Gold / ATP Tour 500 |
| ATP International Series / ATP Tour 250      |

#### Gra podwójna (4–9)
| Końcowy wynik | Nr | Data                 | Turniej       | Nawierzchnia  | Partner            | Przeciwnicy                          | Wynik finału      |
| ------------- | -- | -------------------- | ------------- | ------------- | ------------------ | ------------------------------------ | ----------------- |
| Finalista     | 1. | 24 lutego 2013       | Buenos Aires  | Ceglana       | Simon Stadler      | Simone Bolelli Fabio Fognini         | 3:6, 2:6          |
| Zwycięzca     | 1. | 14 lipca 2013        | Båstad        | Ceglana       | Simon Stadler      | Carlos Berlocq Albert Ramos-Viñolas  | 6:2, 3:6, 10–3    |
| Finalista     | 2. | 28 lipca 2013        | Umag          | Ceglana       | Simon Stadler      | Martin Kližan David Marrero          | 1:6, 7:5, 7–10    |
| Zwycięzca     | 2. | 13 lipca 2014        | Båstad        | Ceglana       | Johan Brunström    | Jérémy Chardy Oliver Marach          | 4:6, 7:6(5), 10–7 |
| Finalista     | 3. | 26 kwietnia 2015     | Bukareszt     | Ceglana       | Artem Sitak        | Marius Copil Adrian Ungur            | 6:3, 5:7, 15–17   |
| Finalista     | 4. | 19 lipca 2015        | Newport       | Trawiasta     | Mate Pavić         | Jonathan Marray Aisam-ul-Haq Qureshi | 6:4, 3:6, 8–10    |
| Zwycięzca     | 3. | 25 października 2015 | Sztokholm     | Twarda (hala) | Jack Sock          | Mate Pavić Michael Venus             | 7:5, 6:2          |
| Finalista     | 5. | 1 kwietnia 2017      | Miami         | Twarda        | Jack Sock          | Łukasz Kubot Marcelo Melo            | 5:7, 3:6          |
| Finalista     | 6. | 1 października 2017  | Shenzhen      | Twarda        | Nikola Mektić      | Alexander Peya Rajeev Ram            | 3:6, 2:6          |
| Finalista     | 7. | 25 lutego 2018       | Delray Beach  | Twarda        | John-Patrick Smith | Jack Sock Jackson Withrow            | 6:4, 4:6, 8–10    |
| Finalista     | 8. | 6 maja 2018          | Stambuł       | Ceglana       | Ben McLachlan      | Dominic Inglot Robert Lindstedt      | 6:3, 3:6, 8–10    |
| Zwycięzca     | 4. | 29 lipca 2018        | Atlanta       | Twarda        | John-Patrick Smith | Ryan Harrison Rajeev Ram             | 3:6, 7:6(5), 10–8 |
| Finalista     | 9. | 23 sierpnia 2019     | Winston-Salem | Twarda        | Tennys Sandgren    | Łukasz Kubot Marcelo Melo            | 7:6(6), 1:6, 3–10 |